# Safiabad (Fars)
Pour les articles homonymes, voir Safiabad.
Safiabad (persan : صفي اباد, également romanisé en Şafīābād) est un village dans la province de Fars, en Iran. Lors du recensement de 2006, sa population était de 75 habitants, répartis dans 17 familles.